# Домен Лорбек
Домен Лорбек (Крањ, 6. март 1985) је словеначки кошаркаш. Игра на позицији крила, а тренутно је без ангажмана. Његов брат Еразем такође се бави кошарком.

## Каријера
Лорбек је каријеру почео у омладинском тиму Олимпије Љубљана. Године 2002. одлази на позајмицу у словеначког друголигаша Триглава из Крања, где је провео две сезоне, а 2004. одлази на још једну двогодишњу позајмицу у Хелиос Домжале. После четири године које је провео на позајмицама, вратио се у сезони 2006/07. у матични клуб. Сезону 2007/08. провео је као члан шпанског Естудијантеса, а у лето 2008. одлази у италијански Бенетон.

## Успеси

### Клупски
- Крка:
  - Првенство Словеније (1): 2012/13.
  - Суперкуп Словеније (1): 2012.

- Олимпија Љубљана:
  - Првенство Словеније (1): 2017/18.

### Појединачни
- Најкориснији играч Суперкупа Словеније (1): 2012.